# Украинская школа в австрийской литературе
Украинская школа в австрийской литературе — обозначение группы австрийских писателей, в основном выходцев из бывших восточных провинций Австро-Венгерской империи (Буковины и Галичины), или некоторое время проживавших там, которые в своих произведениях отображали украинскую тематику.

## Представители
- Э. Р. Нойбауэр (1828—1890) — длительное время работал в Черновцах профессором гимназии и редактором газеты «Буковина».
- Л. А. Симигинович-Штауфе (1832—1897) — по отцовской линии был украинцем, считается первым «автохтонным» немецкоязычным поэтом Буковины.
- К. Е. Францоз (1848—1904) — автор многочисленных репортажей, рассказов и романов из восточно-европейской жизни.
- Д. Захер-Мазох (1836—1895)
- Йозеф Рот (1894—1939)